# Laajalahti (Espoo)
Ne doit pas être confondu avec Laajalahti.
Laajalahti (en suédois : Bredvik) est un quartier de la ville d'Espoo en Finlande.

## Description
Le quartier porte le nom de la baie Laajalahti.
Niittykumpu compte 3 646 habitants (31.12.2016).
Les quartiers limitrophes sont Pohjois-Tapiola, Otaniemi, Munkkiniemi, Mankkaa, Leppävaara, Kilo.

## Galerie

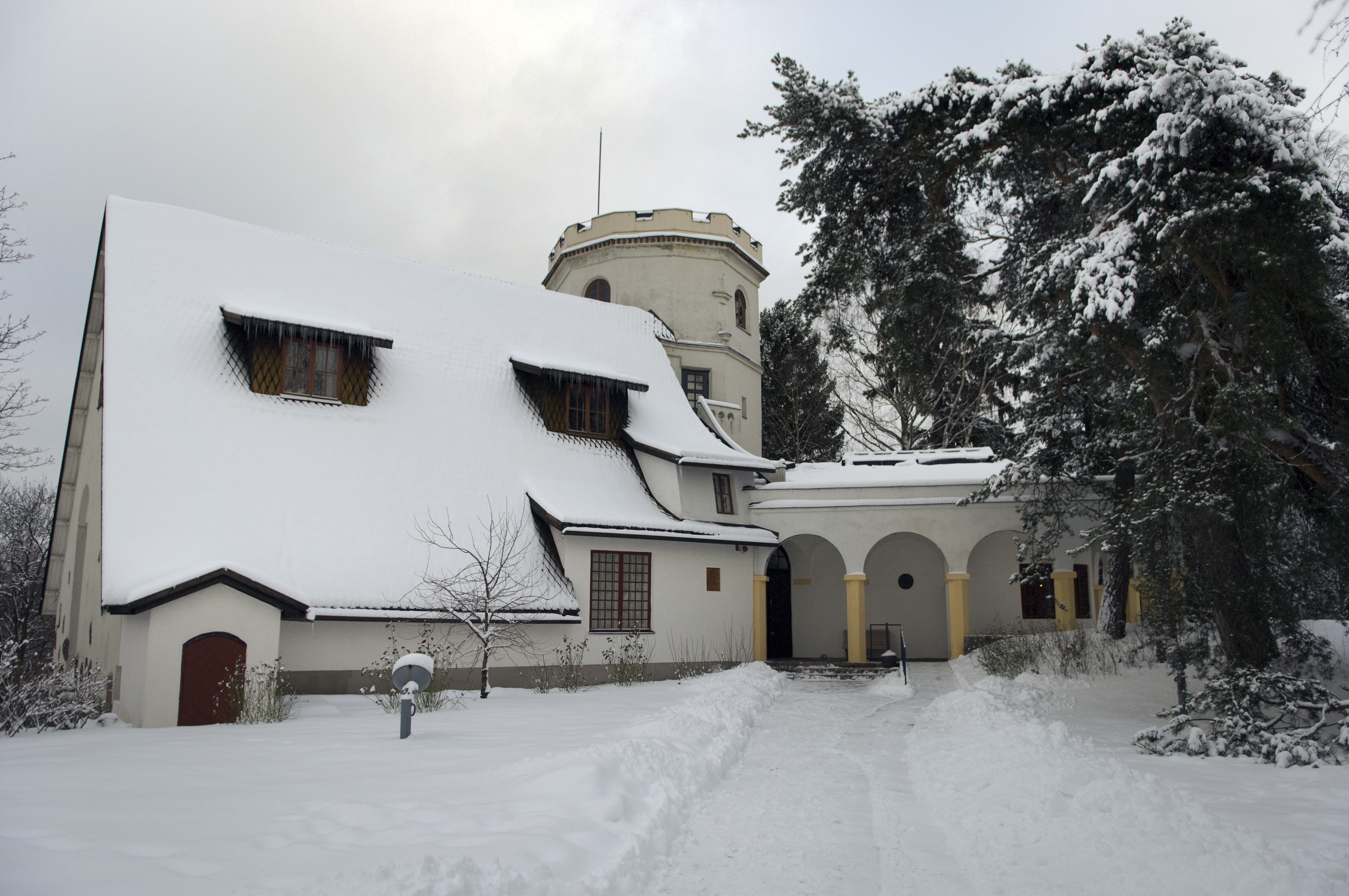
Tarvaspää.
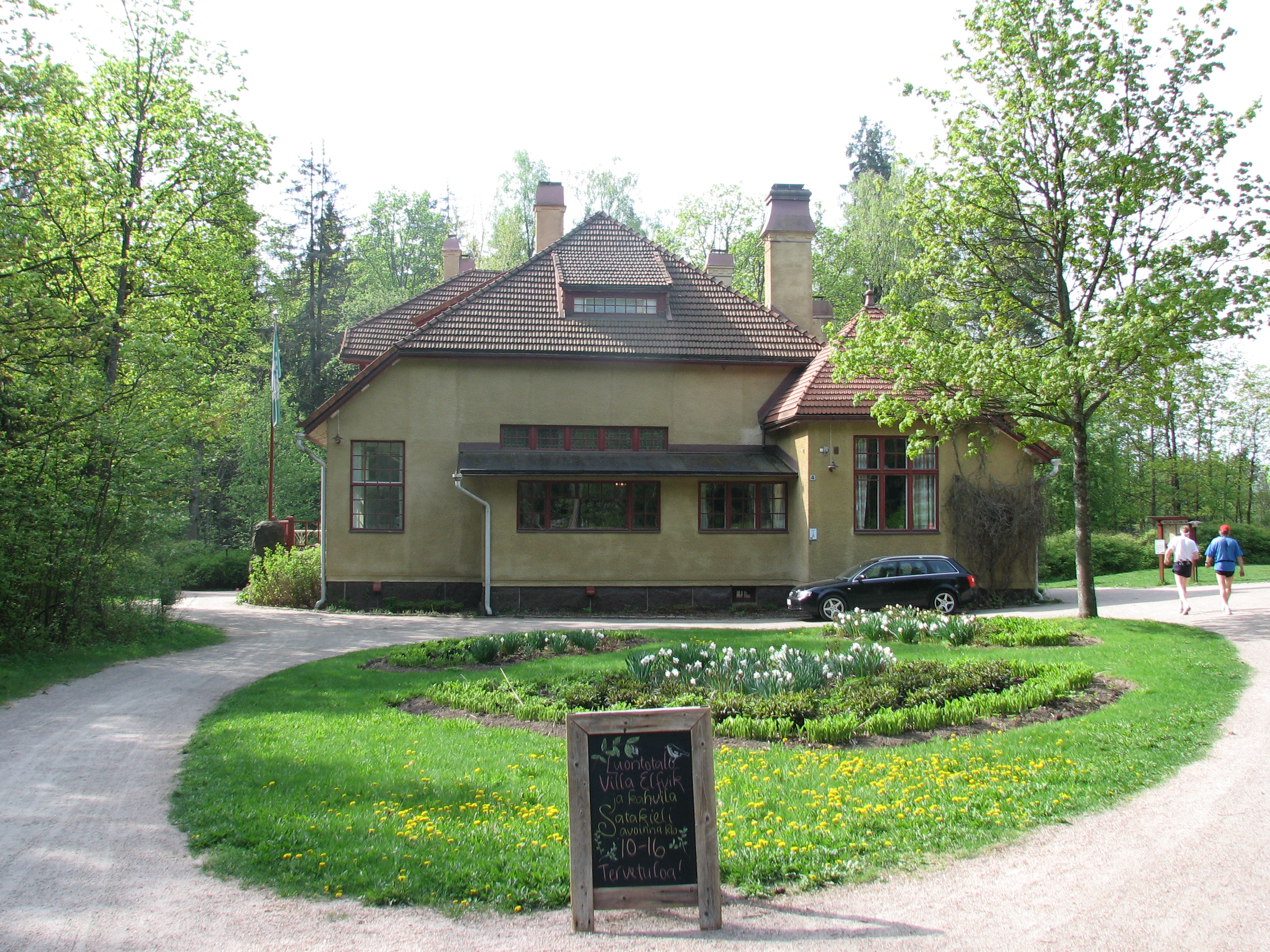
Villa Elfvik.
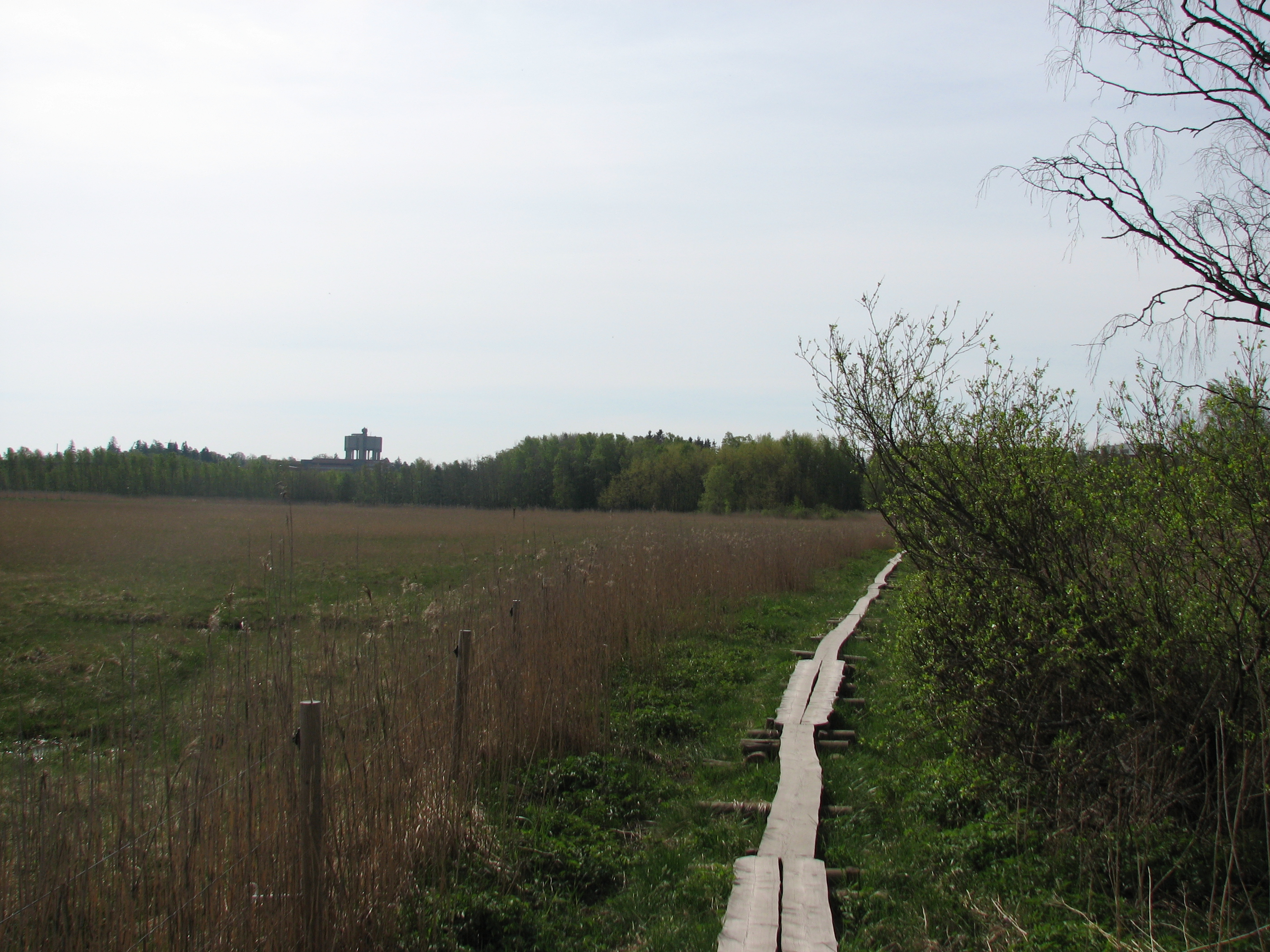
Le sentier de Laajalahti mène à la tour des oiseaux d'Otaniemi.
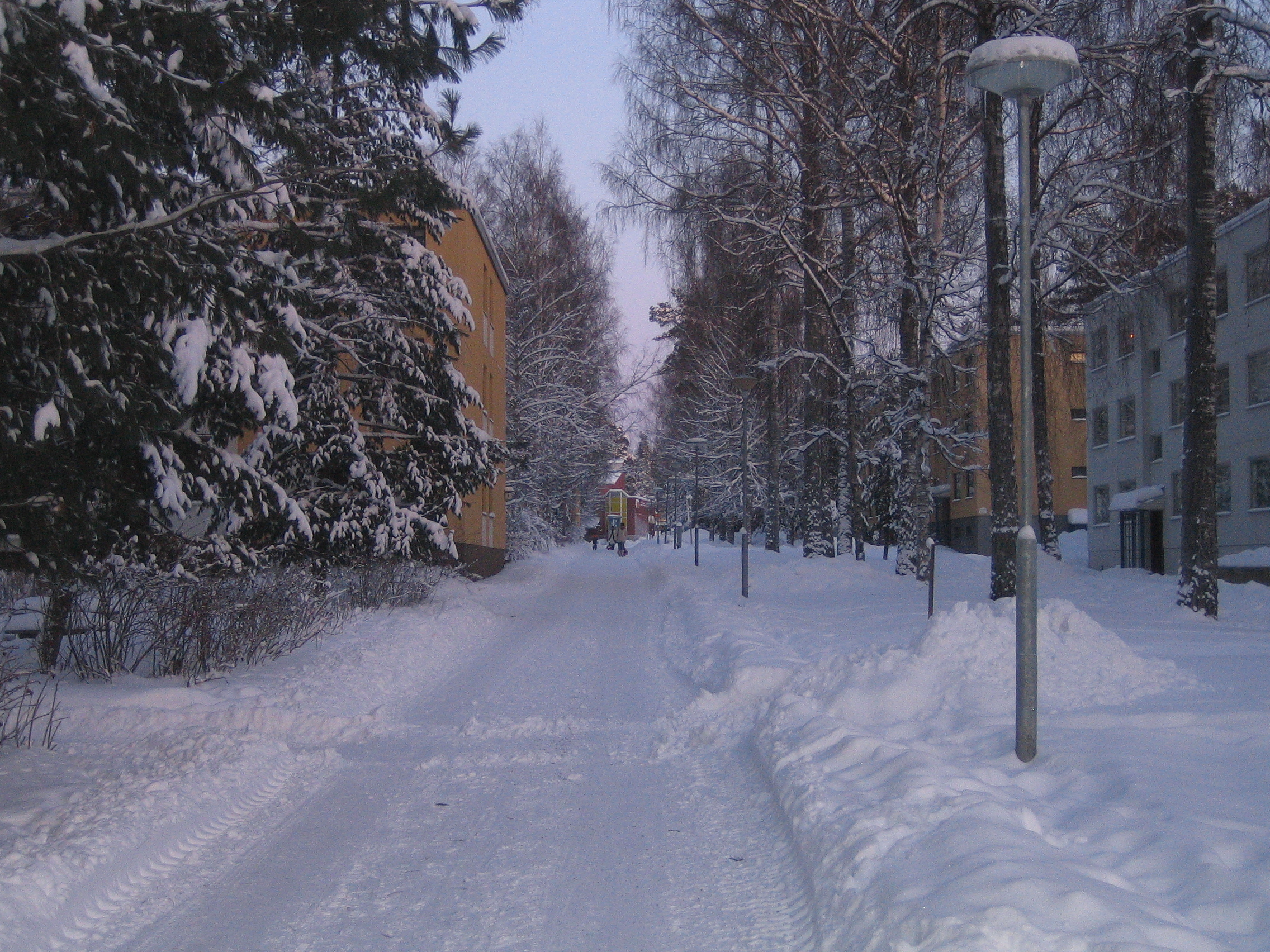
Le sentier Heinjoenpolku.
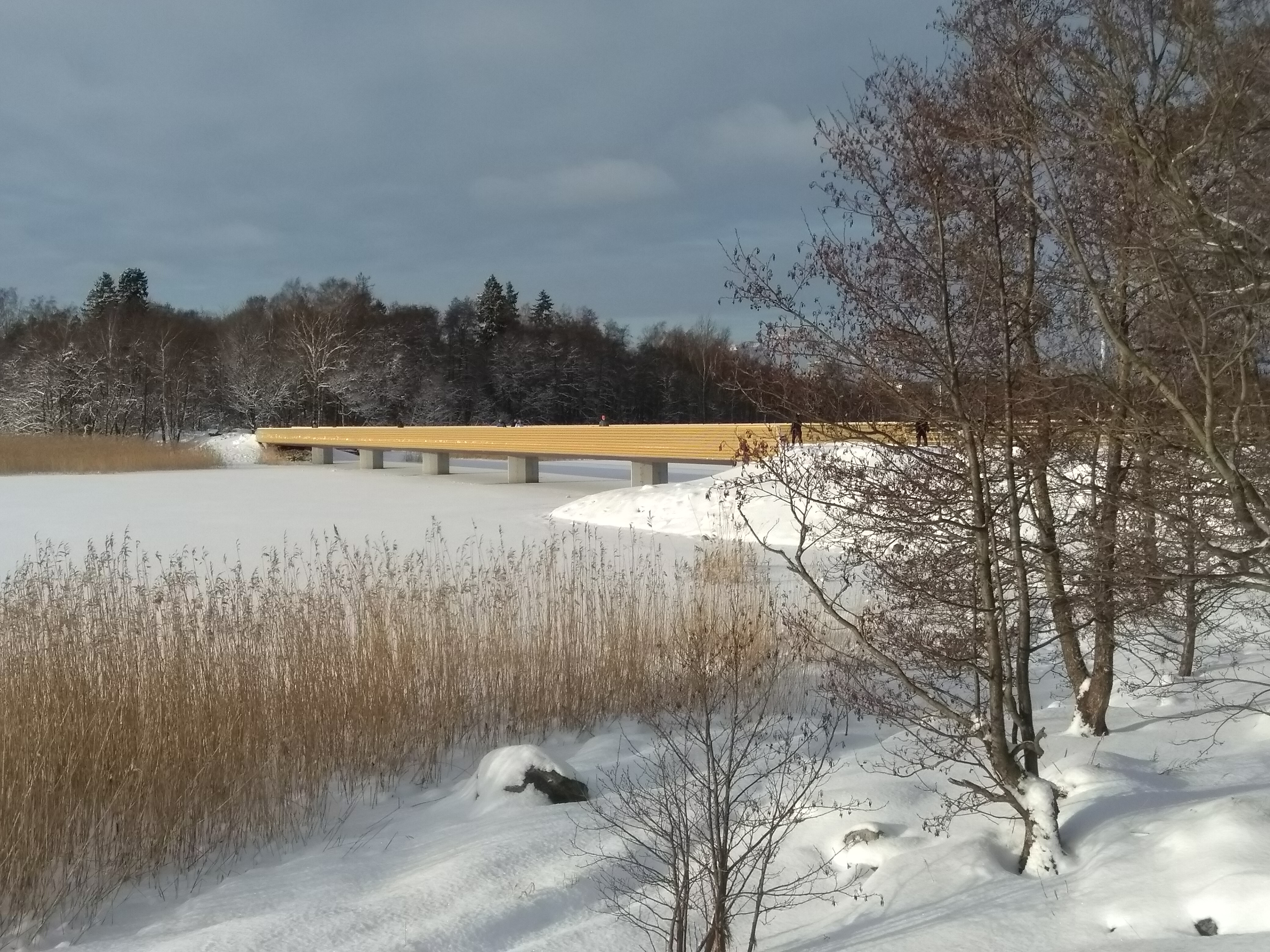
Läntinen Tarvonsilta.